# Receptor de la interleucina-1
Un receptor de la interleucina-1 (IL-1R) és un receptor de citocines que uneix la interleucina 1 (IL-1). Existeixen dues formes del receptor. El receptor tipus I és el principal responsable de transmetre els efectes inflamatoris de la IL-1, mentre que els receptors de tipus II poden actuar com a supressor de l'activitat de la IL-1 competint per la unió amb la IL-1. També s'oposa als efectes d'IL-1 l'antagonista dels receptors de la IL-1 (IL-1RA).
La proteïna accessòria del receptor de la IL-1 (IL1RAP) és una proteïna transmembrana que interacciona amb IL-1R i és necessària per a la transducció del senyal de la IL-1.